# محمد الزيات
الدكتور محمد حسن الزيات (14 فبراير 1915 - 25 فبراير 1993)، هو سياسي مصري.

## حياته ونِشأته
ولد في مدينة دمياط وحصل على الشهادة الابتدائية من مدرسة دمياط الابتدائية ثم التحق بالمدرسة الخديوية ومنها إلى حلوان الثانوية ثم مدرسة القبة الثانوية ص 20 قطوف من مذكرات محمد حسن الزيات { محمد البهيدي دمياط }.درس في مدرسة القيس الأبتدائيه ثم انتقل إلي مدرسة القيس الأعداديه ثم انتقل إلي مدرسة بنى مزار الثانوية.

## المؤهلات والشهادات
- حصل علي ليسانس الآداب قسم اللغة العربية من جامعة القاهرة عام 1939م
- حصل علي درجة الماجستير في الآداب تحت إشراف طه حسين في 1942م
- حصل على الدكتوراة من جامعة أكسفورد في 1947م عن «تأثير السياسة الإيرانية في الأدب السياسي في القرون الثلاثة الأولي في الإسلام».

## أوسمة
- حصل علي وسام الجمهورية من الطبقة الثانية في 1964،
- نال نجمة الصومال في 1967،
- نال وشاح النيل في 1975.

## أعماله
- هو وزير الخارجية في وزارة الحرب التي تشكلت قبل حرب أكتوبر 1973 ولولا الجهود الدبلوماسية المكثفة التي بذلت في التحضير لهذه الحرب لما تحقق لمصر انتصارها العظيم. وفي مقدمة هذه الجهود اكتساب تأييد العالم وتعاطفه مع قضيتنا الوطنية.
- ليس لمحمد حسن الزيات غير كتاب واحد عنوانه «ما بعد الأيام» عن حياة طه حسين صدر عن دار الهلال بعد رحيل عميد الأدب العربي ويتضمن معلومات عن طه حسين لا يعرفها أحد سوي الزيات بصفته زوج ابنة طه حسين. كما أن له مجموعة أخرى من المقالات كتبها كمقدمات لبعض كتب طه حسين في طبعاتها المختلفة تبين أنه كان الحارس الأمين علي تراث هذا الرائد العظيم.
- وقد كتب الزيات فصلا عن هذا الحدث التاريخي نشر في جريدة «الحياة» اللندنية يروي فيه مساعي مصر لإقناع الصومال بعد أن غدت دولة حرة مستقلة ذات سيادة باتخاذ العربية لغة رسمية لتوثيق ارتباطها بالتراث الإسلامي، وحتي لا تنفصل عن الملايين المتحدثين بالعربية وتصبح عضوا في جامعة الدول العربية.
- ألقي في نيودلهي في 8 يوليو 1983 محاضرة مهمة عن الهند ومصر عنوانها «العلاقات الحديثة بين أمتين قديمتين» تناول فيها التعاون بين البلدين العريقين، وعرض لسياسة عدم الانحياز من أجل مستقبل الإنسانية. جاب ولايات الهند المختلفة، وخرج بعدها من الهند عاشقا لها ولتاريخها وفنونها.وكان من ثمار هذا العشق إنشاء جمعية الصداقة المصرية الهندية بالقاهرة بقرار من الرئيسين جمال عبد الناصر وجواهر لال نهرو ورأسها سنوات عدة من 1989 حتي رحيله.[1]

## مناصب
- بدأ عمله الجامعي في جامعة الإسكندرية عند إنشائها في 1938.
- نتقل بعدها إلي جامعة القاهرة وفيها رقي إلي درجة أستاذ مساعد في الدراسات الشرقية.
- بعد قيام ثورة 1952م عين سكرتيراً أول لسفارة مصر في واشنطن
- عمل منذ 1950 ملحقا ثقافيا بها منتدبا في البداية من الجامعة ثم عين مستشارا بها.
- في 1955 اختير الزيات قائما بالأعمال رئيسا لبعثة مصر في طهران حتي وقوع العدوان الثلاثي علي مصر،
- عين مندوبا في المجلس الاستشاري للصومال في 1957، وشارك بجهوده الدبلوماسية في استقلال الصومال،
- قام نيابة عن هيئة الأمم المتحدة بإعلان هذا الاستقلال في مقديشيو في منتصف ليل أول يوليو 1960.
- عين مندوبا لمصر في الأمم المتحدة عام 1960،
- سفيرا لمصر في الهند ونيبال في 1964،
- عين في 1965 وكيلا لوزارة الخارجية مسئولا عن شئون الدول العربية وفلسطين وأفريقيا
- تولي رئاسة الهيئة العامة للاستعلامات في أعقاب نكسة 1967
- في 1969 عين مندوبا دائما لمصر لدي الأمم المتحدة،
- عين وزيراً للدولة للإعلام فوزيرا للخارجية إلي ما بعد حرب أكتوبر 1973م من 8 سبتمبر 1972 إلى 30 أكتوبر 1973.
- عين مستشارا لرئيس الجمهورية إلي أن بلغ سن المعاش في 14 فبراير 1975م.

### ميلاده وتعليمه
من مواليد محافظة دمياط. حاصل على ليسانس الآداب جامعة القاهرة عام 1939. حصل على الماجستير عام 1941.دبلوم معهد الدراسات الشرقية عام 1941.

### المناصب الذي تقلدها
كان سفيرا لمصر بالامم المتحدة في الفترة من 1962م إلى 1964م
كان المتحدث الرسمي باسم الدولة من عام 1967م إلى 1969م
1972م كان وزيرا للاعلام
وبعد شهور كان وزيرا للخارجية
في أواخر أكتوبر 1973م عين مستشار لرئيس الجمهورية وظل كذلك حتى بلوغه المعاش في فبراير 1975م
تولى منصب الأمين العام للحزب الوطني بمحافظتة دمياط وظل يمثلها حتى أخفق في انتخابات مجلس الشعب 1990 فاستقال واعتزل عام 1992م { محمد البهيدي عن مذكرات الزيات ص 22/23/24}

### التدرج الوظيفى
1. رأس هيئة الاستعلام في الستينات.

### الجوائز التي حصل عليها
1. حصل على وسام الجمهورية من الطبقة الثانية عام 1964 .
2. حصل على نجمة الصومال عام 1967 .
3. حصل على وشاح النيل عام 1975 .